# بانگ اون هی
بانگ اون هی (انگلیسی: Bang Eun-hee؛ زادهٔ ۷ مهٔ ۱۹۶۷) بازیگر اهل کره جنوبی است. وی از سال ۱۹۸۸ میلادی تاکنون مشغول فعالیت بوده‌است.
از فیلم‌ها یا برنامه‌های تلویزیونی که وی در آن نقش داشته‌است می‌توان به گونگ شیم زیبا اشاره کرد.